# 治療
治療（ちりょう、英語: treatment）とは、病気やけがを治すこと。病気を治癒させたり、症状を軽快にさせるための行為のことである。高血圧症、糖尿病などの慢性疾患、精神疾患などの長期的な治療を加療（かりょう）と呼ぶことがある。

## 概要
日本の法律上は医師が患者の症状に対して行う行為のみを指して治療といい、医師以外の医療職が患者の症状を快癒させても治療したとは認められない。つまり医師による行為が治療であり、患者を治したから治療という訳ではないという日本特有の事情がある。手当てをするという本来の一般用語としての「治療」の語の使用が実質制限されている。
ヒポクラテスは、「医師が病を治すのではなく、身体が病を治す」と表現した。つまり、人の体にはもともと「治ろうとする機能」があり、医師の役割というのは、その機能を補助することにすぎず、治療や医療行為というのは治る機能を補助するものでなければならない、としているのである。
現代の医療現場ではおおむね、病気やけが（疾病や創傷）などを、（問診なども含めつつ）観察し、（必要と判断されれば）さまざま臨床検査を行って、疾患名等を推定し（診断）、治療の方針を決めたり、あるいは治療行為は行わずそのままにし観察を続けることが選択されている。
また、主に看護師や看護助手によって行われる清拭（せいしき）、入浴介助などの看護、介護などはケア（Care）と呼ぶ。患者の状態の把握や、精神的なフォロー（メンタルケア）は、転帰（治癒、寛解、軽快など）に大きな影響がある。

## 治療方針
議論のある分野のもう一つの方向性として、クオリティ・オブ・ライフ（QOL）と呼ばれる、無理な延命は行わず、生活の質を落とさずに苦痛を和らげる処方などで、より健全な状態で末期を迎える思想・医療方針が登場している。
安楽死については、当人が望んだ結果（自殺）であるということで、処置を施した側の自殺幇助などが社会問題ともなる。